# Inteligência de conteúdo
Inteligência de conteúdo (em inglês:  Content Intelligence) é uma estratégia que usa sistemas de inteligência artificial e software para processar dados de conteúdo em insights confiáveis sobre a eficácia do conteúdo de um negócio.

## Princípios de funcionamento do software de inteligência de conteúdo
A IA funciona dentro de uma determinada estrutura para editar uma análise comportamental de clientes e clientes. Deve ser capaz de processar uma grande quantidade de dados para dar ao estrategista de conteúdo uma ideia sobre:
- Tendências de conteúdo e eficácia[1]
- Como os clientes reagem ao conteúdo (análise de sentimento)[2]
- A voz e o estilo do conteúdo[3]

O uso de inteligência de conteúdo está, portanto, conectado à ciência de big data e inteligência artificial.
A inteligência de conteúdo é frequentemente vista como um recurso para a criação e manutenção de conteúdo de alta qualidade para públicos-alvo.
Algumas maneiras de as empresas obterem inteligência de conteúdo incluem a implementação ou integração de IA nas tecnologias CMS (sistema de gerenciamento de conteúdo), CRM (gestão de relacionamento com o cliente) ou DAM (gestão de ativos digitais) de seus negócios. Um mecanismo semântico também pode ser uma parte do software de inteligência de conteúdo para classificar automaticamente o conteúdo de acordo com o tópico ou as tags atribuídas por uma plataforma.
O software de inteligência de conteúdo é frequentemente procurado por profissionais de marketing, estrategistas de conteúdo, criadores de UX e gerentes de produto.